# Paramerina testa
Paramerina testa är en tvåvingeart som beskrevs av Roback 1971. Paramerina testa ingår i släktet Paramerina och familjen fjädermyggor.
Artens utbredningsområde är Texas. Inga underarter finns listade i Catalogue of Life.